# Öloppet
Öloppet är en årligen återkommande swimruntävling i Göteborgs södra skärgård som är världens största swimruntävling. Tävlingen har två banor: sprintloppet på cirka två mil löp- och simsträcka och öloppet på cirka 4 mil löp- och simsträcka. I 2015 års lopp väntas cirka 1200 tävlande delta. Start och mål är på Styrsö bratten. 